# Inesa Pivovarova
Inesa Oleksandrivna Pivovarova (Oekraïens: Інеса Олександрівна Пивоварова; geboortenaam: Кисельова; Kiselnova) (Ulaanbaatar, 5 augustus 1939), is een voormalig basketbalspeelster die uitkwam voor het nationale team van de Sovjet-Unie.

## Carrière
Pivovarova begon haar carrière bij SKA Leningrad. Ze werd met SKA twee keer tweede om het landskampioenschap van de Sovjet-Unie in 1961 en 1962. Met SKA verloor Pivovarova de FIBA Women's European Champions Cup in 1962. Deze verloren ze van TTT Riga uit de Sovjet-Unie over twee wedstrijden met een totaalscore van 82-103. In 1963 speelde ze voor RSFSR Leningrad. Ook met dit team werd ze tweede om het landskampioenschap van de Sovjet-Unie in 1963. In 1964 stapte ze over naar Dinamo Kiev. In 1969 stopte ze met basketbal.
Met het nationale team van de Sovjet-Unie won Pivovarova goud in 1967 op het Wereldkampioenschap en één keer goud op het Europees Kampioenschap in 1962.

## Privé
Op 5 februari 1962 trouwde Inesa Oleksandrivna met Valeri Pivovarov, een basketbalspeler, een internationale rechter en vervolgens een leraar en diplomaat. Op 9 oktober 1964 kregen ze een dochter, Joelia. Op 11 januari 1971 werd hun tweede dochter Natalja geboren.

## Erelijst
- Landskampioen Sovjet-Unie:
  - Tweede: 1961, 1962, 1963
  - Derde: 1956, 1959, 1960
- FIBA Women's European Champions Cup:
  - Runner-up: 1962
- Wereldkampioenschap: 1
  - Goud: 1967
- Europees Kampioenschap: 1
  - Goud: 1962